# Alexis Korner
Pour les articles homonymes, voir Körner.
Alexis Andrew Nicholas Koerner, dit Alexis Korner, né le 19 avril 1928 à Paris et mort le 1er janvier 1984 à Londres est l'un des pionniers du blues britannique. Guitariste et chanteur de jazz, blues et rhythm and blues, il a accueilli au sein de sa formation The Blues Incorporated de futurs membres des Rolling Stones, The Bluesbreakers, Cream, Led Zeppelin, etc.

## Les débuts
Alexis Korner est né à Paris d'un père autrichien et d'une mère grecque. Il passe son enfance en France, en Suisse et en Afrique du Nord. Il arrive à Londres en 1940 au début de la Seconde Guerre mondiale. Il a raconté un souvenir de jeunesse, écoutant un enregistrement de Jimmy Yancey pendant un raid aérien allemand, il s'était dit : « Après tout cela, tout ce que j'ai voulu était de jouer du blues ».
Après la guerre, il joue du piano et de la guitare et, en 1949, il rejoint la formation de jazz de Chris Barber's où il rencontre l'harmoniciste de blues Cyril Davies. Ils commencent à jouer ensemble en duo et produisent une influence typique de blues londonien ainsi que le Barrelhouse club dès 1955 ; ils enregistrent leur premier disque en 1957. Alexis Korner fit découvrir plusieurs artistes américains de blues, jusqu'alors totalement inconnus en Grande-Bretagne, il a été qualifié de « père fondateur du blues britannique ».

## Les années 1960
Il joue le blues d'une manière semi-professionnelle et forme en 1961 l'Alexis Korner's Blues Incorporated, dans lequel passeront pendant quatre ans de nombreuses futures gloires du rock telles que Charlie Watts et Mick Jagger (futurs Rolling Stones), Jack Bruce et Ginger Baker (futurs Cream), Graham Bond (du Graham Bond Organization), Eric Burdon (Animals), Long John Baldry, Robert Plant (Led Zeppelin), etc. Il a exercé une énorme influence sur les musiciens qu'il côtoyait. En 1969, Brian Jones voulait rejoindre New Church, le groupe formé depuis un an par Alexis, mais celui-ci l'en dissuada, essayant de le persuader de créer son propre groupe. New Church joua en première partie des Rolling Stones à Hyde Park, après la mort de Brian Jones. De 1970 à 1973, il est le leader du groupe Collective Consciousness Society qui disparaît lorsqu'il forme le groupe Snape avec Peter Thorup à la guitare et d'anciens King Crimson, Boz Burrell à la basse, Mel Collins au sax, à la flûte et aux claviers ainsi que le batteur Ian Wallace, ils enregistrent 4 albums et le groupe sera dissous après. Toutefois, en 1974, ils se retrouvent pour participer à l'album éponyme de Korner. Steve Marriott sera aussi présent sur trois albums d'Alexis, Peter Frampton jouera sur un album lui aussi, en compagnie de Marriott.

## Discographie

### Albums
- Alexis Korner Skiffle Group :Blues From The Roundhouse Vol.1. (1958) - Avec Cyril Davies à la guitare et à l'harmonica.
- R&B From The Marquee (1962)
- At The Cavern (1964)
- Red Hot From Alex (1964)
- Alexis Korner's Blues Incorporated (1965) - Avec Dick Heckstall-Smith au saxophone ténor.
- Sky High (1966)
- I Wonder Who (1967)
- A New Generation Of Blues (1968) - Avec Robert Plant sur 2 chansons, Operator et Steal away.
- New Church - Both Sides (1970) - Avec Paul Rodgers et Andy Fraser de Free.
- CCS 1st (1970)
- Alexis Korner (1971) - Avec Joe Walsh aux chœurs sur You Can Make It Like You Want It To Be.
- Bootleg Him! (1972) - Réédition de A new generation of blues - Jaquette de Roger Dean.
- CCS 2nd (1972)
- Alexis Korner & Snape – The Accidental Band (1972)
- Snape - Accidentally Born In New Orleans (1972) - Avec Steve Marriott, Boz Burrell, Mel Collins et Ian Wallace.
- CCS-The Best Band In The Land (1973)
- Snape - Live On Tour In Germany (1973) - 2 CD - Avec Burrell, Collins, Peter Thorup et Ian Wallace.
- Alexis Korner & Snape (1973) - Avec Snape ainsi que Elton Dean, Nick Evans, etc.
- Alexis Korner (1974) - Avec Burrell, Collins et Wallace.
- Meets Jack Daniels (1975)
- Get Off My Cloud (1975) - Avec Peter Frampton, Steve Marriott, Keith Richards, Rick Wills, Morris Pert, etc.
- The Lost Album (1977)
- Just Easy (1978)
- The Party Album (1979) - Avec Mel Collins, Eric Clapton, Dick Heckstall-Smith, Chris Farlowe, Paul Jones, etc.
- Me (1980)
- The Original (1980)
- Rocket 88 (1981) - Avec Ian Stewart, Jack Bruce, Charlie Watts.
- ...And Friends (1982) - Réédition de The Party Album.
- Juvenile Delinquent (1984) - Avec Robin Lumley, Morris Pert, etc.
- White & Blue (1984)
- Testament (1985)
- Live In Paris (1988)

### Compilations
- Profile (1981)
- Alexis 1957 (1984)
- Alexis Korner and... 1972-1983 (1988)
- Whole Lotta Love (1991)
- Alexis Korner and... 1961-1972 (1992)
- Got My Mojo Working (1994)
- The BBC Radio Sessions (1994)
- Blues Unlimited (1996)
- On The Move (1996)
- The Masters (1998)
- Musically Rich and Famous (1998)
- Blues (1999)
- Kornerstoned - the Anthology 1955-1983 (2006)
- Blues from the Roundhouse (2009)
- Easy Rider (2011)
- The Godfather Of The European Blues-Scene (2011)

### DVD
- DVD Live At The Marquee in 1983
- Red, White & Blues, Martin Scorsese presents The Blues

### En collaboration
- Ken Colyer's Skiffle Group : Back to the Delta (1954)
- Davy Graham : 3/4 A.D. (1962)
- Memphis Slim : Rock Me Baby  (1965)
- Beefeaters : Meet You There (1969)
- Humble Pie : Rock On (1971)
- Doldinger Jubilee Concert (1974) - Avec le groupe Passport, Brian Auger, Johnny Griffin, Volker Kriegel et Pete York.